# Julien Loubet
Julien Loubet (Tolosa de Llenguadoc, 11 de gener del 1985) és un ciclista professional francès. Actualment milita a l'equip del Armée de Terre.

## Palmarès
- 2002
  - 1r a la La Bernaudeau Junior
- 2003
  - 1r a la Clàssica dels Alps Junior
  - 1r al Gran Premi de les Nacions Junior
- 2004
  -  Campió de França sub-23 en ruta
- 2010
  - Vencedor d'una etapa a la Tropicale Amissa Bongo
- 2012
  - 1r al Tour de la Baixa Navarra
  - Vencedor d'una etapa a la Volta a Tenerife
- 2013
  - 1r al Tour du Lot-et-Garonne
  - 1r al Week-end béarnais
- 2014
  - 1r a la Volta al Marroc i vencedor de 2 etapes
- 2015
  - 1r a la París-Camembert
- 2017
  - 1r a la Tour de Finisterre
  - Vencedor d'una etapa a la Ruta del Sud

### Resultats al Giro d'Itàlia
- 2007. Abandona (8a etapa)
- 2009. Abandona (8a etapa)

### Resultats a la Volta a Espanya
- 2008. 70è de la classificació general
- 2009. Abandona (18a etapa)